# Пулгоснис
Пу́лгоснис (Агену, Спулгос; латыш. Pulgosnis; А́кену, латыш. Āķēnu ezers; Спу́лгас, латыш. Spulgas ezers; устар. Пулгоснес, Аакен) — мезотрофное озеро в Эргльской волости Мадонского края Латвии. Относится к бассейну Даугавы.
Располагается в 3 км к юго-востоку от Эргли, на западной окраине Вестиенского всхолмления Видземской возвышенности. Уровень уреза воды находится на высоте 172,2 м над уровнем моря. Озёрная котловина треугольной формы. Акватория вытянута в меридиональном направлении на 1,6 км, шириной — до 1 км. Площадь водной поверхности — 93,3 га, вместе с двумя островами общая площадь озера равняется 93,9 га. Средняя глубина составляет 2,4 м, наибольшая — 6,6 м, достигается к западу от острова в центральной части озера. Зарастание незначительно, происходит главным образом в заливах. Дно илистое. Площадь водосборного бассейна — 7,69 км². Из северо-западной оконечности вытекает Акенупите, впадающая в реку Огре — правый приток Даугавы.